# Chiesa di Sant'Agata (Tremenico)
La chiesa di Sant'Agata è la chiesa parrocchiale situata a Tremenico, in provincia di Lecco.
La parrocchia è parte della Comunità Pastorale San Carlo Borromeo in Alto Lario nel decanato Alto Lario dell'arcidiocesi di Milano.

## Storia

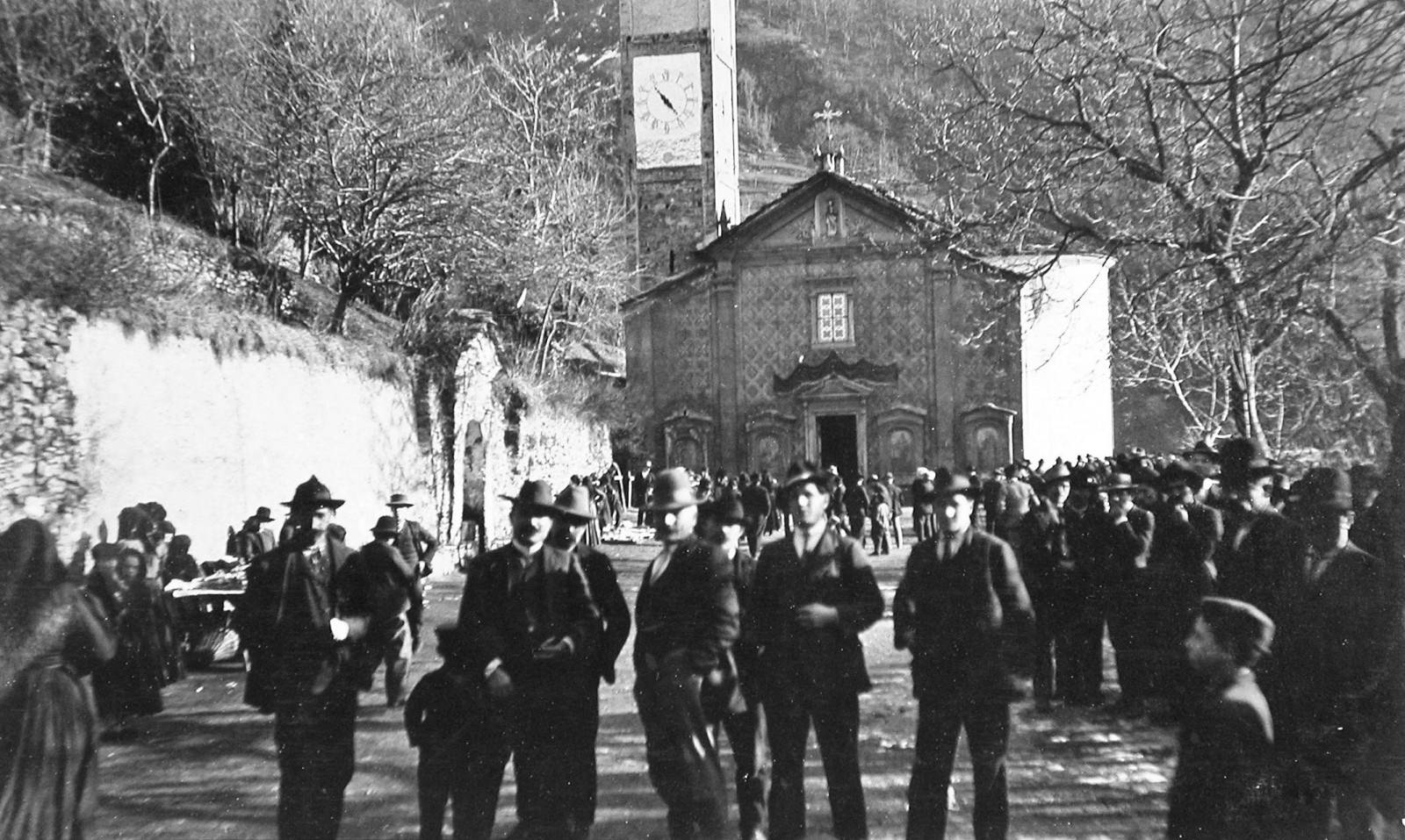
Foto dei tempi che furono

Dedicata a Sant'Agata, la chiesa è citata nel Liber Notitiae Sanctorum Mediolani (fine del XIII secolo) come parte della pieve di Dervio (Alia in loco cremenego, plebis de Deruio).
La chiesa divenne parrocchiale con atto del 4 giugno 1367, a seguito della separazione dalla parrocchia di Dervio.
Riedificata nel 1596, la chiesa fu rimaneggiata nel secolo successivo e riorientata nel 1878.

## Descrizione
La chiesa è collocata in una piazza con fontana del 1838.
All'interno della chiesa, tra le opere donate dai tremenicesi emigrati, che rappresenta i santi Ambrogio, Domenico, Pietro e Sfirio. Al centro della tela sono raffigurate la Madonna del Rosario con il Bambino; ai loro piedi: alcuni esponenti della locale confraternita, fondata nel 1597, devota appunto alla Madonna del Rosario. Il dipinto, pur contenendo alcuni elementi stilistici tipici del tardo Cinquecento, sarebbe stato realizzato poco dopo l'inizio del Seicento.
Alla seconda metà del XV secolo risale una Madonna con Santi affrescata. Successivi sono l'affresco dell'altarmaggiore - una raffigurazione della santa titolare della chiesa, datata 1696, e quelli ad opera di Luigi Tagliaferri. 

## Chiese sussidiarie
- Chiesa di Santa Maria Assunta